# Liber Censuum

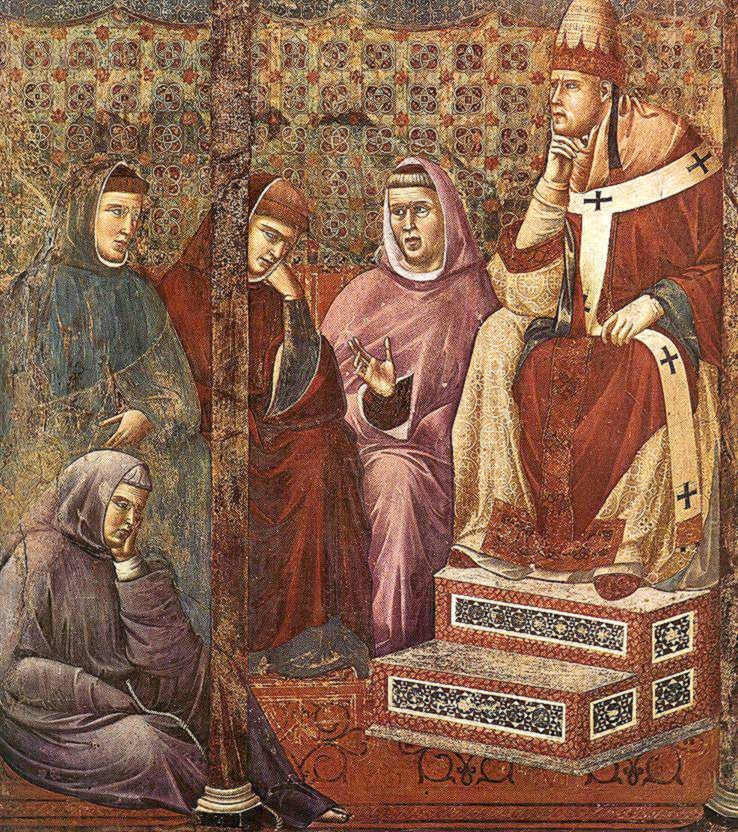
L'autore del Liber Censuum, Cencio Savelli, futuro papa Onorio III, ritratto da Giotto

Il Liber Censuum Romanae Ecclesiae (per antonomasia, Liber Censuum) è un importantissimo repertorio di tutte le istituzioni dipendenti dalla Sede Apostolica (diocesi e monasteri) e che ad essa regolarmente versavano contributi finanziari. Il documento copre un arco di tempo vastissimo, estendendosi dal 492 al 1192, l'anno di compilazione.
Il libro, in diciotto volumi, è noto anche, come Codice di Cencio, dal nome dell'autore, il cardinale Cencio Savelli, all'epoca camerarius (camerlengo) della Camera Apostolica durante i pontificati di Clemente III e Celestino III ed egli stesso destinato a diventare papa con il nome di Onorio III.

## Importanza storica e documentaria
Secondo lo storico Jean Rousset de Pina, il libro era "lo strumento più efficace e [...] il documento più significativo della centralizzazione ecclesiastica" nel Medio evo centrale. Il suo autore si avvalse di  precedenti raccolte (Polypticus di Gelasio I, De privilegiis Romanae Ecclesiae di Deusdedit) e dei cartulari monastici e dei registri pontifici contenenti registrazioni di interesse per la compilazione.
La Catholic Encyclopedia considera il Liber Censuum come "forse la fonte più preziosa per la storia economica dello Stato della Chiesa durante il Medio evo".

## Contenuti
Il Liber, redatto nel 1192 e conservato oggi nella Biblioteca Apostolica Vaticana (Vaticanus, 8486), riporta il seguente incipit:
Il Liber Censuum è un insieme eterogeneo di argomenti diversi: esso contiene i contratti di affitto della chiesa romana, le donazioni e i privilegi accordati ai re dei Franchi, i trattati stipulati con i Normanni.
Contiene inoltre l'Ordo Romanus de consuetudinibus, ossia l'insieme dei vari riti e delle cerimonie papali che venivano celebrati a Roma, a partire dal cerimoniale che accompagnava l'elezione pontificia. I riti sono classificati secondo un ordine prestabilito (da cui il titolo) e secondo l'importanza della cerimonia stessa. Così abbiamo i riti delle principali feste liturgiche romane, il cerimoniale per la presa di possesso della diocesi da parte del nuovo papa, i riti di elezione e consacrazione e dei vescovi, e le cerimonie per la consacrazione di re e imperatori.
Tra le registrazioni contenute, vi è la creazione della Camera Apostolica e gli effetti della Riforma gregoriana L'opera costituisce "l'ultimo e più autorevole di una serie di tentativi, iniziati nell'XI secolo, di mantenere una registrazione accurata dei sussidi finanziari della Chiesa Romana".

### Catalogo di Cencio Camerario
Il Liber Censuum Contiene inoltre il cosiddetto catalogo di Cencio Camerario, un elenco delle chiese di Roma, che costituisce uno dei più antichi e completi elenchi di chiese romane.